# 2729 Урумчі
2729 Урумчі́ (2729 Urumqi) — астероїд головного поясу, відкритий 18 жовтня 1979 року.
Тіссеранів параметр щодо Юпітера — 3,286.
Назва походить від назви міста Урумчі в північно-західному Китаї.